# Henry Cavill
Henry William Dalgliesh Cavill (Saint Helier, 5 maggio 1983) è un attore britannico.

Firma di Henry Cavill

Salito alla ribalta internazionale come interprete del duca Charles Brandon ne I Tudors (2007-2010), è noto principalmente per aver recitato nei panni di Clark Kent / Superman nel DC Extended Universe (2013-2023) e di Geralt di Rivia nella serie televisiva The Witcher (2019-2023). Ha inoltre impersonato Logan / Cavillrine (una versione alternativa di Wolverine) nel film Deadpool & Wolverine (2024).

## Biografia

### Primi anni
Henry Cavill è nato a Saint Helier, sull'isola di Jersey. Quarto di cinque fratelli, è figlio di un'impiegata di banca e di un agente di cambio. Terminata la formazione elementare, ha frequentato la Stowe School, dove ha iniziato a coltivare l'attività di recitazione teatrale.

### Dagli esordi alla celebrità (2000-2013)
Cavill debutta al cinema come protagonista del lungometraggio Segreti di famiglia e interpretando Alberto Mondego in Montecristo (2002). Ottiene successivamente ruoli minori in Hellraiser: Hellworld (2005), Tristano e Isotta (2006) e Cappuccetto rosso (2006). Nello stesso periodo Cavill è anche in lizza come interprete di Superman in Superman Returns (2006), ruolo poi assegnato a Brandon Routh, e soprattutto per il ruolo di Edward Cullen in Twilight (2008): per quest'ultimo lungometraggio, in particolare, l'autrice dell'omonima saga letteraria Stephenie Meyer definì Cavill «il perfetto Edward», ma l'attore fu infine scartato in favore di Robert Pattinson. Per queste due ultime vicende, Cavill fu soprannominato nel 2005 da Empire «l'uomo più sfortunato di Hollywood».
Tra il 2007 e il 2010 recita nei panni di Charles Brandon nella serie televisiva I Tudors, che vale a Cavill un primo risalto sulla scena internazionale; nel 2009 recita infatti in Blood Creek di Joel Schumacher e in Basta che funzioni di Woody Allen. Nel 2011 interpreta Teseo in Immortals e nel 2012 è protagonista in La fredda luce del giorno, in preparazione al quale ruolo l'attore dovette evitare di visitare la città di Barcellona prima delle riprese nel centro catalano.
Nel gennaio 2011, intanto, Cavill viene selezionato da Warner Bros. come nuovo interprete di Clark Kent / Superman, ruolo nel quale esordisce due anni più tardi, come protagonista di L'uomo d'acciaio (2013). Primo attore non statunitense a vestire i panni del detto supereroe, preliminarmente alle riprese Cavill seguì una dura preparazione fisica sotto la supervisione di un personal trainer; la pellicola fu un successo al botteghino, incassando oltre 668 milioni di dollari in tutto il mondo.

### La consacrazione (2014-2021)

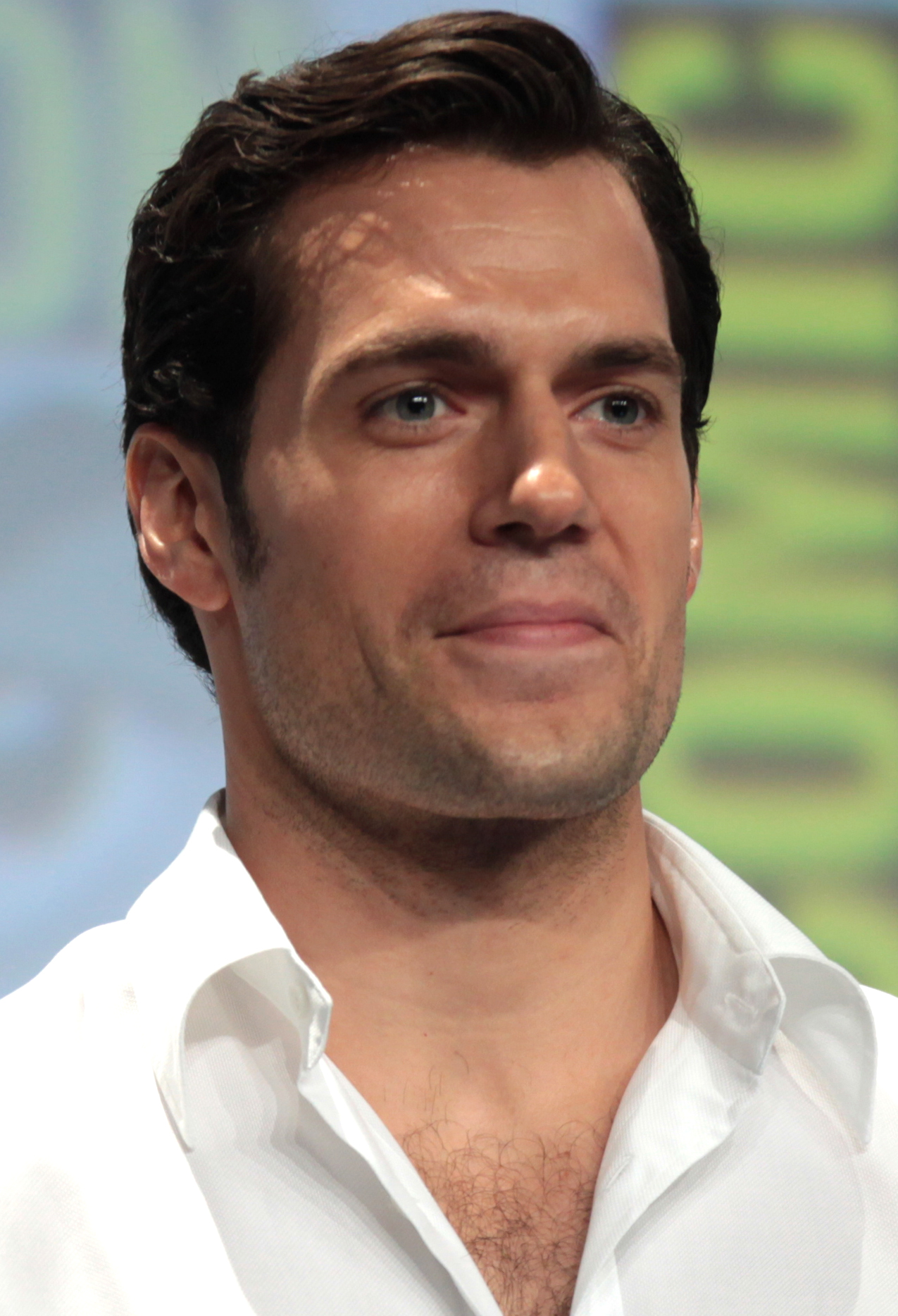
Henry Cavill al San Diego Comic-Con International 2014

Fresco della notorietà ottenuta a inizio anni duemiladieci, Cavill è nuovamente protagonista al cinema nella pellicola Operazione U.N.C.L.E. (2015); nello stesso periodo è anche annunciato come protagonista di Stratton - Forze speciali, fondando per l'occasione una propria casa di produzione (Promethean Productions): nel maggio 2015, tuttavia, l'attore abbandona il progetto a causa di divergenze di vedute sulla sceneggiatura con il team creativo, cedendo il testimone a Dominic Cooper. Riprende le vesti di Superman a tre anni dal debutto in Batman v Superman: Dawn of Justice (2016), pellicola che, nonostante un avvio promettente al botteghino nel weekend d'apertura (424 milioni di dollari in tutto il mondo), non ottenne il favore del pubblico e della critica (tanto che Cavill e il collega Ben Affleck, interprete di Bruce Wayne / Batman, furono nominati vincitori di un Razzie Award alla peggior coppia).
Parallelamente alle apparizioni in Castello di sabbia e Justice League, nel 2017 Cavill lavora a Mission: Impossible - Fallout (2018), per il quale ruolo l'attore è obbligato per contratto a non rasarsi i baffi (che in Justice League furono infatti rimossi digitalmente in post-produzione). Appare successivamente in Night Hunter (2018). Nel 2018 viene scelto come interprete dello strigo Geralt di Rivia per la serie televisiva The Witcher, distribuita a partire dal dicembre 2019 e successivamente rinnovata per plurime stagioni; parallelamente, ottiene il ruolo di Sherlock Holmes nel lungometraggio Enola Holmes (2020), poi confermato per Enola Holmes 2 (2022).

### Nuovi progetti (2022-)
A cavallo tra il 2020 e il 2021 Cavill torna a essere coinvolto nel DC Extended Universe, partecipando alle riprese aggiuntive di Zack Snyder's Justice League (2021); realizza quindi un cameo per Black Adam (2022) e il suo personaggio appare nell'ultima puntata della serie televisiva Peacemaker (prima serie del DCEU) dove viene interpretato da Brad Abramenko come controfigura, annunciando a fine ottobre 2022 il proprio ritorno in pianta stabile nel DCEU. Pochi giorni dopo, l'attore britannico comunica pubblicamente il suo abbandono della serie The Witcher, cedendo il testimone a Liam Hemsworth a partire dalla quarta stagione dello show. Un mese e mezzo dopo è invece la volta dell'addio ai panni di Superman, complice la nuova direzione creativa intrapresa dal regista James Gunn, insediatosi come co-amministratore delegato di DC Studios pochi giorni dopo l'annuncio del ritorno di Cavill.
A metà dicembre 2022, da poco orfano delle vesti di Geralt e di Superman, Cavill annuncia la nascita di un universo cinematografico interno al franchise Warhammer 40.000, prodotto da Amazon Studios, del quale l'attore stesso sarà protagonista e produttore esecutivo. Nell'agosto 2025 viene annunciato il suo coinvolgimento nel remake del film del 1986 Highlander - L'ultimo immortale, quale reboot del franchise omonimo, nel quale interpreterà il protagonista Connor MacLeod, già impersonato nell'originale da Christopher Lambert. A proposito del ruolo si è detto "estremamente eccitato".

## Vita privata
Ha spesso dichiarato di aver considerato, in alternativa alla carriera di attore, l'arruolamento militare o gli studi universitari in storia antica, in particolare egittologia.
È affetto da mosaicismo somatico, una forma di eterocromia per la quale in una stessa iride compaiono più colori (l'iride sinistra di Cavill, azzurra, presenta una piccola macchia marrone).
È un appassionato videogiocatore fin dall'infanzia, tanto che in un'intervista ha dichiarato di aver perso la telefonata con la quale Zack Snyder gli comunicava di averlo scelto per interpretare il ruolo di Superman perché troppo impegnato a giocare in una sessione di World of Warcraft. Ha inoltre dichiarato che la serie videoludica strategica Total War è una delle sue preferite, soprattutto per i capitoli dedicati al mondo di Warhammer, tanto che la casa di produzione ha aggiunto un omaggio all'attore in un DLC per Total War: Warhammer II chiamando un Loremaster di Hoeth degli Alti Elfi Cavill. Oltre all'inglese parla anche francese, spagnolo e italiano.

## Immagine pubblica
Nel 2013 la rivista Glamour UK lo nominò l'uomo più sexy del 2013. Nel 2016 fu scelto, insieme a Scarlett Johansson, come testimonial del marchio di telefonia mobile Huawei P9. Tra il 2018 e 2019 ricoprì il ruolo di testimonial per la linea Eyewear di Hugo Boss. Dal 2025 collabora con Longines come "ambasciatore dell'eleganza" del marchio orologiero.

## Attivismo
Henry Cavill è molto impegnato nella beneficenza; sostiene infatti piccole associazioni umanitarie, come la Durrell Wildlife Charity e la Royal Marines Charitable Trust Fund. Quest'ultima, di cui dal 2014 è ambasciatore, si occupa di supportare i membri del corpo militare britannico, i cadetti, i veterani e le loro famiglie, inoltre partecipa agli eventi organizzati dall'associazione per raccogliere fondi. Nel 2017 partecipa a una corsa podistica di 13 km per raccogliere fondi a favore del Durrell Wildlife Park, uno zoo dell'isola di Jersey. Nel settembre dello stesso anno si è recato in Florida per dare un aiuto dopo la devastazione causata dall'uragano Irma.

## Filmografia

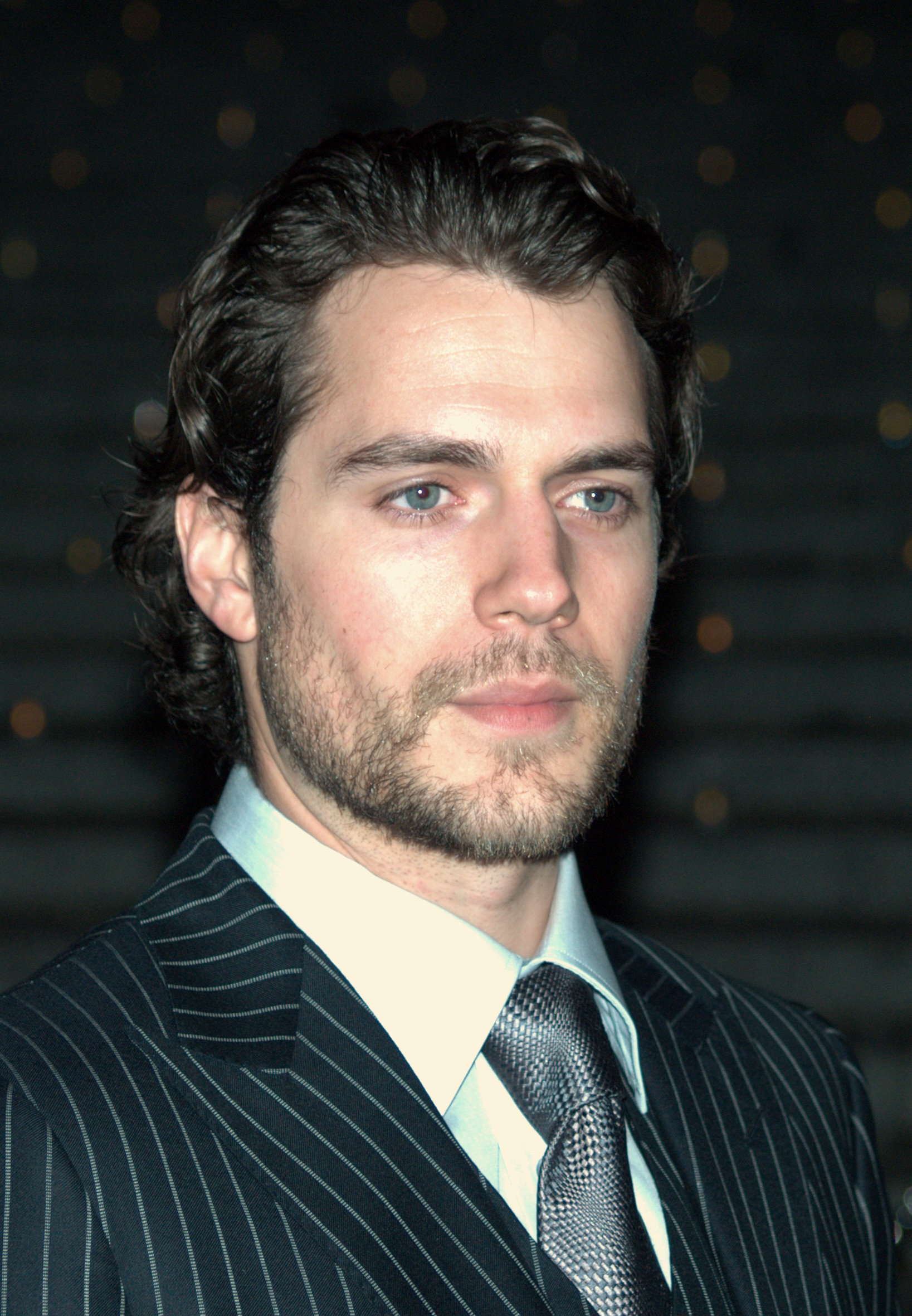
Henry Cavill nel 2009 al Tribeca Film Festival per la prima di Basta che funzioni

### Cinema
- Segreti di famiglia (Laguna), regia di Dennis Berry (2001)
- Montecristo (The Count of Monte Cristo), regia di Kevin Reynolds (2002)
- Il profumo delle campanule (I Capture the Castle), regia di Tim Fywell (2003)
- Hellraiser: Hellworld, regia di Rick Bota (2005)
- Tristano e Isotta (Tristan & Isolde), regia di Kevin Reynolds (2006)
- Cappuccetto rosso (Red Riding Hood), regia di Randal Kleiser (2006)
- Stardust, regia di Matthew Vaughn (2007)
- Blood Creek, regia di Joel Schumacher (2009)
- Basta che funzioni (Whatever Works), regia di Woody Allen (2009)
- Immortals, regia di Tarsem Singh (2011)
- La fredda luce del giorno (The Cold Light of Day), regia di Mabrouk El Mechri (2012)
- L'uomo d'acciaio (Man of Steel), regia di Zack Snyder (2013) – Clark Kent / Superman
- Operazione U.N.C.L.E. (The Man from U.N.C.L.E.), regia di Guy Ritchie (2015)
- Batman v Superman: Dawn of Justice, regia di Zack Snyder (2016) – Clark Kent / Superman
- Castello di sabbia (Sand Castle), regia di Fernando Coimbra (2017)
- Justice League, regia di Zack Snyder (2017) – Clark Kent / Superman
- Mission: Impossible - Fallout, regia di Christopher McQuarrie (2018)
- Night Hunter, regia di David Raymond (2018)
- Enola Holmes, regia di Harry Bradbeer (2020)
- Zack Snyder's Justice League, regia di Zack Snyder (2021) – Clark Kent / Superman
- Black Adam, regia di Jaume Collet-Serra (2022) – cameo non accreditato; Clark Kent / Superman
- Enola Holmes 2, regia di Harry Bradbeer (2022)
- The Flash, regia di Andy Muschietti (2023) – cameo non accreditato; Clark Kent / Superman
- Argylle - La super spia (Argylle), regia di Matthew Vaughn (2024)
- Il ministero della guerra sporca (The Ministry of Ungentlemanly Warfare), regia di Guy Ritchie (2024)
- Deadpool & Wolverine, regia di Shawn Levy (2024) – cameo; Logan / Cavillrine

### Televisione
- The Inspector Lynley Mysteries – serie TV, episodio 1x02 (2002)
- Goodbye, Mr. Chips, regia di Stuart Orme – film TV (2002)
- L'ispettore Barnaby (Midsomer Murders) – serie TV, episodio 7x01 (2003)
- I Tudors (The Tudors) – serie TV, 38 episodi (2007-2010) - Charles Brandon
- The Witcher – serie TV, 24 episodi (2019-2023) - Geralt di Rivia

## Riconoscimenti
- CinEuphoria Awards
  - 2019 – Miglior attore non protagonista per Mission: Impossible – Fallout
- Critics' Choice Awards
  - 2014 – Candidatura al Miglior attore in un film d'azione per L'uomo d'acciaio[36]
- Kids' Choice Awards
  - 2017 – Candidatura al Miglior Frenemies (con Ben Affleck) per Batman v Superman: Dawn of Justice
  - 2017 – Candidatura al Miglior Butt Kicker per Batman v Superman: Dawn of Justice
  - 2017 – Candidatura al Miglior attore in un film per Batman v Superman: Dawn of Justice
- MTV Movie & TV Awards
  - 2014 – Miglior eroe per L'uomo d'acciaio[37]
- NewNowNext Award
  - 2012 – Candidatura al Cause You're Hot per I Tudors
  - 2013 – Candidatura al Cause You're Hot per L'uomo d'acciaio
- Satellite Award
  - 2021 – Candidatura al miglior attore in una serie televisiva per The Witcher
- Teen Choice Awards
  - 2013 – Candidatura al Miglior Star Maschile per L'uomo d'acciaio[38]
  - 2013 – Candidatura al Miglior bacio (con Amy Adams) per L'uomo d'acciaio
  - 2016 – Candidatura al Miglior attore in un Sci-Fi/Fantasy per Batman v Superman: Dawn of Justice[39]
  - 2016 – Candidatura al Miglior bacio per Batman v Superman: Dawn of Justice[39]
  - 2018 – Candidatura al Miglior attore in un film d'azione per Justice League[40]

## Doppiatori italiani
Nelle versioni in italiano delle opere in cui ha recitato, Henry Cavill è stato doppiato da:
- Gianfranco Miranda ne L'uomo d'acciaio, Operazione U.N.C.L.E., Batman v Superman: Dawn of Justice, Justice League, Mission: Impossible - Fallout, The Witcher, Enola Holmes, Zack Snyder's Justice League, Black Adam,[41] Enola Holmes 2,[42] Il ministero della guerra sporca, Deadpool & Wolverine
- Francesco Pezzulli in Montecristo, Cappuccetto Rosso, Immortals, La fredda luce del giorno, Argylle - La super spia
- Daniele Natali in Segreti di famiglia
- Francesco Bulckaen in Tristano & Isotta
- Massimiliano Manfredi in Stardust
- Francesco Meoni ne I Tudors
- Adriano Giannini in Basta che funzioni
- Massimo Bitossi in Castello di sabbia
- Francesco De Francesco in Night Hunter